# Margaret Etim
Margaret Etim (* 28. November 1992) ist eine nigerianische Leichtathletin, die sich auf den 400-Meter-Lauf spezialisiert hat.

## Karriere
Erste internationale Erfolge erzielte Etim 2010. Bei den Leichtathletik-Juniorenweltmeisterschaften in Moncton gewann sie Silbermedaillen im 400-Meter-Lauf und in der 4-mal-400-Meter-Staffel. In der folgenden Woche gewann sie mit der Staffel den Titel bei den Leichtathletik-Afrikameisterschaften in Nairobi. Bei den Commonwealth Games in Neu-Delhi belegte sie mit der Staffel den zweiten Platz. Die nigerianische Stafette wurde allerdings nachträglich disqualifiziert, nachdem Etims Mannschaftskollegin Folashade Abugan bei einer Dopingprobe positiv getestet wurde. Über 400 Meter wurde Etim Siebte.
Bei den Leichtathletik-Juniorenafrikameisterschaften 2011 in Gaborone gewann Etim die Bronzemedaille im 400-Meter-Lauf. Mit der Staffel belegte sie bei den Leichtathletik-Weltmeisterschaften in Daegu den achten Rang. Zum Abschluss der Saison wurde sie bei den Panafrikanischen Spielen in Maputo Siebte im 400-Meter-Lauf.

## Bestleistungen
- 200 m: 23,49 s, 22. Mai 2010, Makurdi
- 400 m: 51,24 s, 22. Mai 2010, Makurdi